# Викидайли
Викидайли — комедійний фільм 2001 року.

## Сюжет
Він Дізель, Баррі Пеппер, Денніс Гоппер, Джон Малкович і Сет Грін у забійному мафіозному бойовику «Викидайли». Майстерно закручений сюжет, динаміка, розжарення пристрастей, колоритні персонажі й несподівана кінцівка. Для сина боса мафії помилки й почуття — непрощенна розкіш. Меті довелося дорого заплатити, щоб зрозуміти це. Після довгих пошуків «законної» роботи він звертається до батька, і той дає йому шанс. Друг дитинства Меті, кокаїніст Марблс, губить сумку із грішми. Гроші попадають до двох обкурених тинейджерів, що живуть в закутковому західному містечку. Справи кепські! На допомогу Меті приходять його стародавні друзі, один із яких — Тейлор — розробляє план активних дій по поверненню втрачених коштів. Але містечко контролює нечистий на руку шериф і його помічник, і шанси друзів повернути гроші стають невеликі. Дядько Теді приїжджає в місто, щоб врегулювати ситуацію й пояснити Метті раз і назавжди, що означає «бути членом родини».